# اولاث (کلرادو)
اولاث (به انگلیسی: Olathe) شهری در ایالت کلرادو کشور ایالات متحده آمریکا است که جمعیت آن در سرشماری سال ۲۰۱۰ میلادی، ۱٬۸۴۹ نفر بوده‌است.